# Псевдовадонія
Струнь (Pseudovadonia Lobanov, Danilevsky & Murzin, 1981) — рід жуків з родини Скрипунових. 
В Україні поширений один вид:
- Струнь гливак (Pseudovadonia livida Fabricius, 1776)